# Psacadonotus kenkulun
Psacadonotus kenkulun är en insektsart som beskrevs av Rentz, D.C.F. 1993. Psacadonotus kenkulun ingår i släktet Psacadonotus och familjen vårtbitare. Inga underarter finns listade i Catalogue of Life.